# 글러모건주

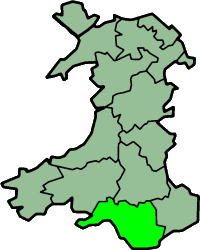
글러모건

글러모건주(Glamorgan)는 웨일스의 폐지된 주이다.

## 같이 보기
- 글러모건 대학교
- 사우스글러모건주